# Mike Monty
Mike Monty, właściwie Michael O’Donahue (ur. 23 października 1936 w Chattanoodze, zm. 4 sierpnia 2006 w Rzymie) – amerykański aktor filmowy.

## Kariera
Na początku lat 60. opuścił Stany Zjednoczone i przeniósł się do Włoch, gdzie rozpoczął karierę filmową jako aktor drugoplanowy, pojawiając się najczęściej w spaghetti westernach, filmach erotycznych i horrorach jako Mike Monti, Michael Monty lub Mike Monte.
Debiutował w dramatach wojennych - Pięciu do piekła (5 per l'inferno, 1969) u boku Gianni'ego Garko i Klausa Kinskiego i Kiedy bije dzwon (Quando suona la campana, 1969). W okresie lat 70. jednym z najbardziej niesławnych filmów były dramat wojenny Achtung! Pustynia Tygrysów! (Kaput Lager - Gli ultimi giorni delle SS, 1977) z udziałem amerykańskich emigrantów Richarda Harrisona (jako major Lexman) i Gordona Mitchella (komendant von Stolzen), z którymi przez kilka lat we Włoszech Monty miał wspólne mieszkanie. Wziął też udział we francuskich filmach erotycznych - Emmanuelle w Cannes (Emmanuelle à Cannes, 1980), Erotyczny pamiętnik z Tajlandii (Le journal érotique d'une Thailandaise, 1980) z Gabrielem Pontello i Trzy dziewczyny na wietrze (Trois filles dans le vent, 1981) z Gordonem Mitchellem.
W latach 80. przeprowadził się do Filipin, gdzie zaczął bardzo płodną karierę w filmach klasy Z, wiele z nich wykonanych dla Silver Star Film Company (zwanego Kinavesa na Filipinach), wyprodukowanych przez K.Y. Lim. W ciągu dziesięciu lat, pojawiał się w niezliczonych niskobudżetowych filipińskich i niektórych włoskich produkcjach nakręconych w archipelagu, często grając oficera wojskowego lub policjanta, w części zbliżonych do postaci pułkownika Samuela Trautmana (w tej roli Richard Crenna) z Rambo – Pierwsza krew. Monty na ekranie był wychudzony i prostej postury, co przełożyło się również do znaków wojskowych. Występował także w produkcjach Exploitation u boku Lou Ferrigno, Milesa O’Keeffe’a, Donalda Pleasence, Romano Kristoffa, Richarda Hatcha i Jamesa Gainesa, Kapitan Yankee (Captain Yankee, 1985) z udziałem Christophera Connelly i Lee Van Cleefa.
W latach 90. nadal grał we włoskich produkcjach w reżyserii Bruno Matteiego oraz erotycznych takich jak Labirynt zmysłów/Kochanka Sajgonu (Il labirinto dei sensi/La maîtresse de Saigon, 1993) Joego D’Amato czy Szpiegowanie Simony (Spiando Simona (Transex)/Souillures Extremes, 1994) Luca Damiano z Christophem Clarkiem.
4 sierpnia 2006 w Rzymie zmarł na zawał serca w wieku 69 lat.

## Filmografia
- 1969: Pięciu do piekła (5 per l'inferno)
- 1969: Kiedy bije dzwon (Quando suona la campana) jako kpt. Nixon
- 1977: Achtung! Pustynia Tygrysów! (Kaput Lager - Gli ultimi giorni delle SS) jako Max
- 1979: Krwawa linia (Bloodline) jako Bald-Headed Man
- 1980: Erotyczny pamiętnik z Tajlandii (Le journal érotique d'une Thailandaise) jako Mike
- 1980: Emmanuelle w Cannes (Emmanuelle à Cannes)
- 1981: Trzy dziewczyny na wietrze (Trois filles dans le vent) jako porywacz
- 1983: Tornado jako kapitan Bolen
- 1983: Fireback jako szef policji
- 1984: Heroes for Hire jako profesor Arlington
- 1984: Slash jako major Andrew Scott
- 1985: Kommando Leopard jako major w pociągu
- 1985: Blood Debts jako Bill
- 1987: Strike Commando jako major Harriman
- 1987: Double Target jako major Waters
- 1988: Ostatni pluton (Angel Hill: l'ultima missione)
- 1988: Pustynny wojownik (Desert Warrior) jako dr Creo
- 1988: Phantom Raiders jako pułkownik William Marshall
- 1989: Oko orła 2: Wśród wrogów (Eye of the Eagle 2: Inside the Enemy) jako kpt. Lavelle
- 1990: Ostatni lot do piekła (L'ultimo volo all'inferno) jako Vincent Duggan
- 1992: Niezniszczalna pięść (Eternal Fist)
- 1993: Il labirinto dei sensi (Il labirinto dei sensi)
- 1994: Szpiegowanie Simony (Spiando Simona (Transex)/Souillures Extremes)